# 原子俠 (雷·帕爾默)
雷蒙德·「雷」·帕爾默博士（英語：Dr. Raymond "Ray" Palmer）是一名DC漫畫旗下的虛構超级英雄，首次登場於《陈列橱》#34（1961年10月），由作家加德纳·福克斯、藝術家吉爾·凱恩和線稿師墨菲·安德森所創作。該角是二代原子俠，即白銀時代的首群超級英雄之一。
「原子俠」雷·帕爾默是一位科學家、超級英雄，也是正義聯盟的長期成員。他透過矮星物質技術設計了一種能使身體縮小方法。此後，從微觀宇宙到更廣闊的世界，他為了原子而戰。「雷·帕爾默」一名是對科幻雜誌編輯雷蒙德·A·帕爾默的致敬。
在電視劇系列綠箭宇宙中，帕爾默由布蘭登·勞斯飾演；該角首次出現在《綠箭俠》的第三季。

## 評價
「原子俠」雷·帕爾默被《嚮導》雜誌評為「史上最偉大的漫畫人物第144名」。IGN網站也將他列為史上最偉大的漫畫英雄第64名。

## 另見
- 蟻人

## 外部連結
- Index to the Atom's Earth-1 adventures（页面存档备份，存于）
- Article on the history/legacy of The Atom from the Comics 101 article series by Scott Tipton.
- Profile of the Atom from the Superman/Aquaman Hour of Adventure （页面存档备份，存于）
- The Atom (1961)at Don Markstein's Toonopedia.Archived 2012-04-07 at WebCite from the original on April 6, 2012.